# Shelter Valley
Shelter Valley es un área no incorporada ubicada en el condado de San Diego en el estado estadounidense de California. La localidad se encuentra ubicada a orillas de la carretera de condado S2, al sur de la Ruta Estatal de California 78 en Julian y al este de Anza-Borrego Desert State Park.